# Naziemek białawy

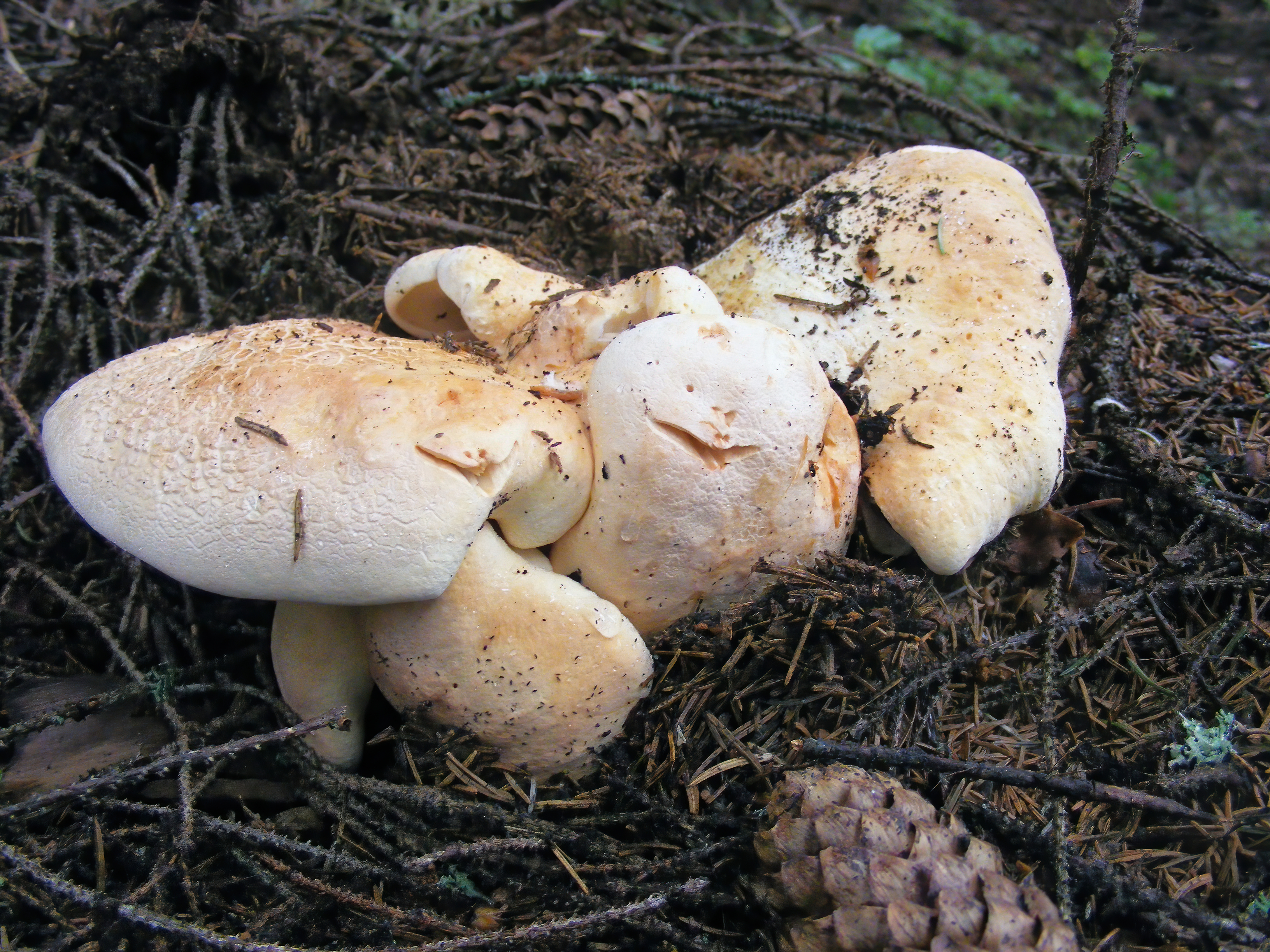

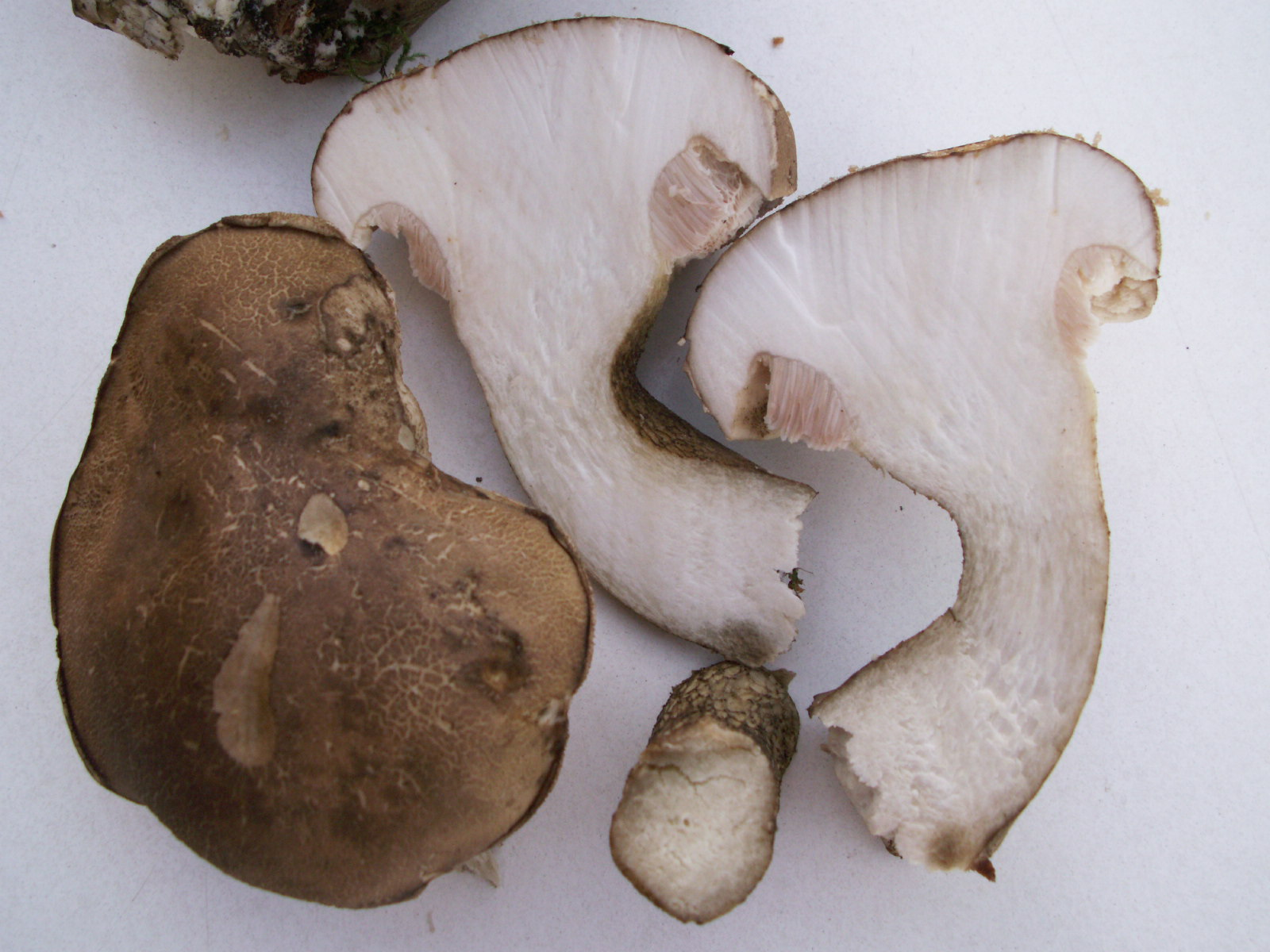
Przekrój owocnika Albatrellus ovinus

Naziemek białawy (Albatrellus ovinus (Schaeff.) Kotl. & Pouzar) – gatunek grzybów z rodziny naziemkowatych (Albatrellaceae).

## Systematyka i nazewnictwo
Pozycja w klasyfikacji według Index Fungorum: Albatrellaceae, Russulales, Incertae sedis, Agaricomycetes, Agaricomycotina, Basidiomycota, Fungi.
Po raz pierwszy takson ten zdiagnozował w 1774 r. Jacob Christian Schaeffer nadając mu nazwę Boletus ovinus. Obecną, uznaną przez Index Fungorum nazwę nadali mu w 1957 r. František Kotlaba i Zdeněk Pouzar, przenosząc go do rodzaju Albatrellus.
Niektóre synonimy łacińskie:

- Albatrellus albidus (Pers.) Gray 1821
- Boletus albidus Pers. 1801
- Boletus carinthiacus Pers. 1801
- Boletus fragilis Pers. 1796
- Boletus ovinus Schaeff. 1774
- Caloporus ovinus (Schaeff.) Quél. 1774
- Polyporus limonius Velen. 1886
- Polyporus lutescens Velen. 1922
- Polyporus ovinus (Schaeff.) Fr. 1821
- Polyporus subsquamosus var. luteolus Beck 1886
- Scutiger ovinus (Schaeff.) Murrill 1920

Nazwę polską zaproponował Władysław Wojewoda w 2003 r. W polskim piśmiennictwie mykologicznym gatunek ten ma też inne nazwy: huba owcza, huba biaława, sarna, siarna bagnowa, żagiew owcza, bielaczek owczy Górale nazywają go pańscok. W atlasach grzybów zazwyczaj opisywany jest pod nazwą bielaczek owczy.

## Morfologia
Kapelusz
O średnicy 5–12 cm, nieregularny, powyginany, najpierw łukowaty, później płasko rozpostarty, okrągławy do elipsowatego; ostry brzeg zagięty w dół. Powierzchnia u młodszych owocników biaława, gładka, później popękana na poletka. Kolor górnej strony owocnika od siwożółtawego przez ochrowobrązowy do cytrynowooliwkowego.
Rurki
Delikatne, okrągłe, białawe, później kremowe, a nawet żółte, względnie głęboko zachodzące na trzon. Po ugnieceniu żółknące, o bardzo małych porach (2–4 na 1 mm).
Trzon
Wysokości 2–7 cm i grubości 1–3 cm, gładki, białawy, często ustawiony niecentrycznie. Płynnie przechodzi w kapelusz.
Miąższ
Biały, później żółtawy, mięsisty, o grzybowym smaku i delikatnym, migdałowym zapachu, najpierw delikatny, później twardy, czasem łykowaty. Smak zawsze łagodny.
Wysyp zarodników
Biały. Zarodniki prawie okrągławe, o rozmiarach 3,5–4,5 × 3,5 µm. Strzępki bez sprzążek.

## Występowanie i siedlisko
Występuje w Europie, w Ameryce Północnej, na Kaukazie i w Australii. Dawniej w Europie Środkowej był dość pospolity, obecnie jest rzadki (z wyjątkiem Alp, gdzie jest pospolity). W Polsce gatunek rzadki. Znajduje się na Czerwonej liście roślin i grzybów Polski. Ma status E – zagrożony wymarciem. Znajduje się na czerwonych listach gatunków zagrożonych także w Czechach, Danii i w Niemczech.
Rośnie w lasach typu iglastego, głównie w rejonach górskich pod drzewami iglastymi, szczególnie pod świerkiem. Owocuje latem i na jesieni (lipiec-październik) zazwyczaj w koloniach, na skraju górskich lasów świerkowych lub sosnowych, często na glebach zawierających wapń.

## Znaczenie
Grzyb jadalny, ale o mniejszej wartości, gdyż jest niezbyt smaczny, ponadto łykowaty i ciężkostrawny. Po wysuszeniu i zmieleniu nadaje się na przyprawy.

## Gatunki podobne
Podobne są inne mało smaczne naziemki, na przykład naziemek ceglasty (Albatrellus confluens), który ma wysyp zarodników wyraźnie amyloidalny. Zdarza się, że grzyb ten jest mylony z kolczakami (Hydnum) oraz żagwiami (Polyporus) rosnącymi na drzewach.